# Wachturm

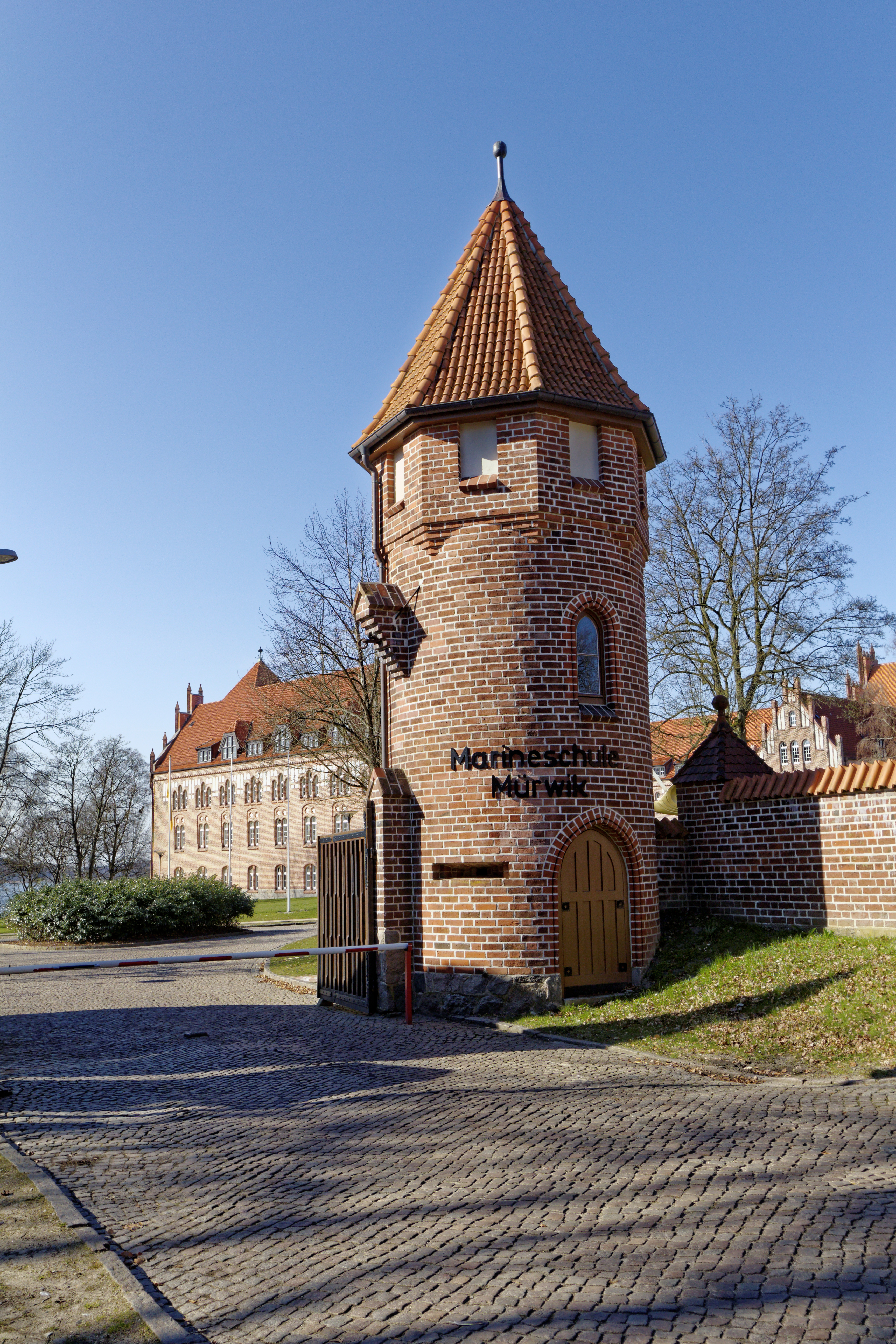
Wachturm der Torwache der Marineschule Mürwik, dem Roten Schloss in Flensburg-Mürwik, 2015

Ein Wachturm oder Wachtturm ist ein Bauwerk, das der Überwachung eines bestimmten Areals dient. Diese Bauten aus Holz, Stahl, Mauerwerk oder Beton zählen zu den Beobachtungstürmen und ermöglichen einen weiten Blick auf die Umgebung.

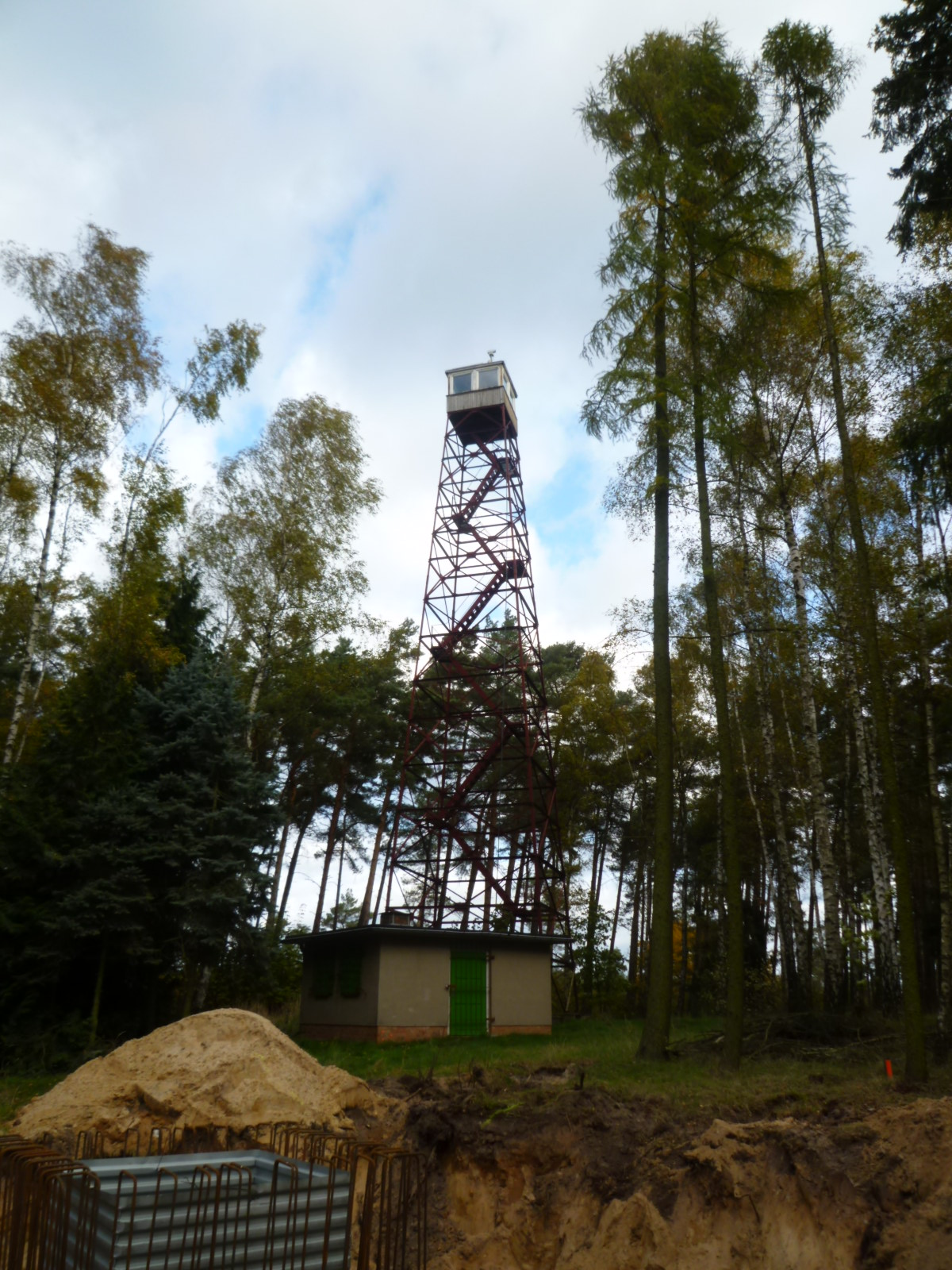
Feuerwachturm auf dem Calvörder Rabenberg

## Beschreibung
Wachtürme sind in der Regel mit Wachposten besetzt. Diese können rein zivile Aufgaben verfolgen, zum Beispiel die Überwachung von Waldgebieten wegen Brandgefahr. In diesem Fall ist es auch möglich und sinnvoll, den Wachposten durch eine drehbare Überwachungskamera zu ersetzen, da kein Personal am Ort des Geschehens sein muss. Häufiger sind Wachtürme aber zur Bewachung eines Objekts oder bestimmten Gebietsstreifens abgestellt. Meist haben Wachtürme geeignete kabellose oder drahtgebundene Fernmeldeeinrichtungen. Wachtürme von Gefängnissen sind im Regelfall in die Gefängnismauer integriert.
Für die Überwachung von Objekten genügen meist Bauhöhen bis zu 20 Meter. Türme zur Überwachung von Wäldern können hingegen bis zu 50 Meter hoch sein, da sie alle Baumwipfel überragen sollten.
Wachtürme können als Holzfachwerk-, Stahlfachwerk- und Betontürme ausgeführt sein, doch sind auch gemauerte Ausführungen möglich.
Wachtürme in Spanien aus der islamischen Zeit werden Atalaya genannt.

## Geschichte

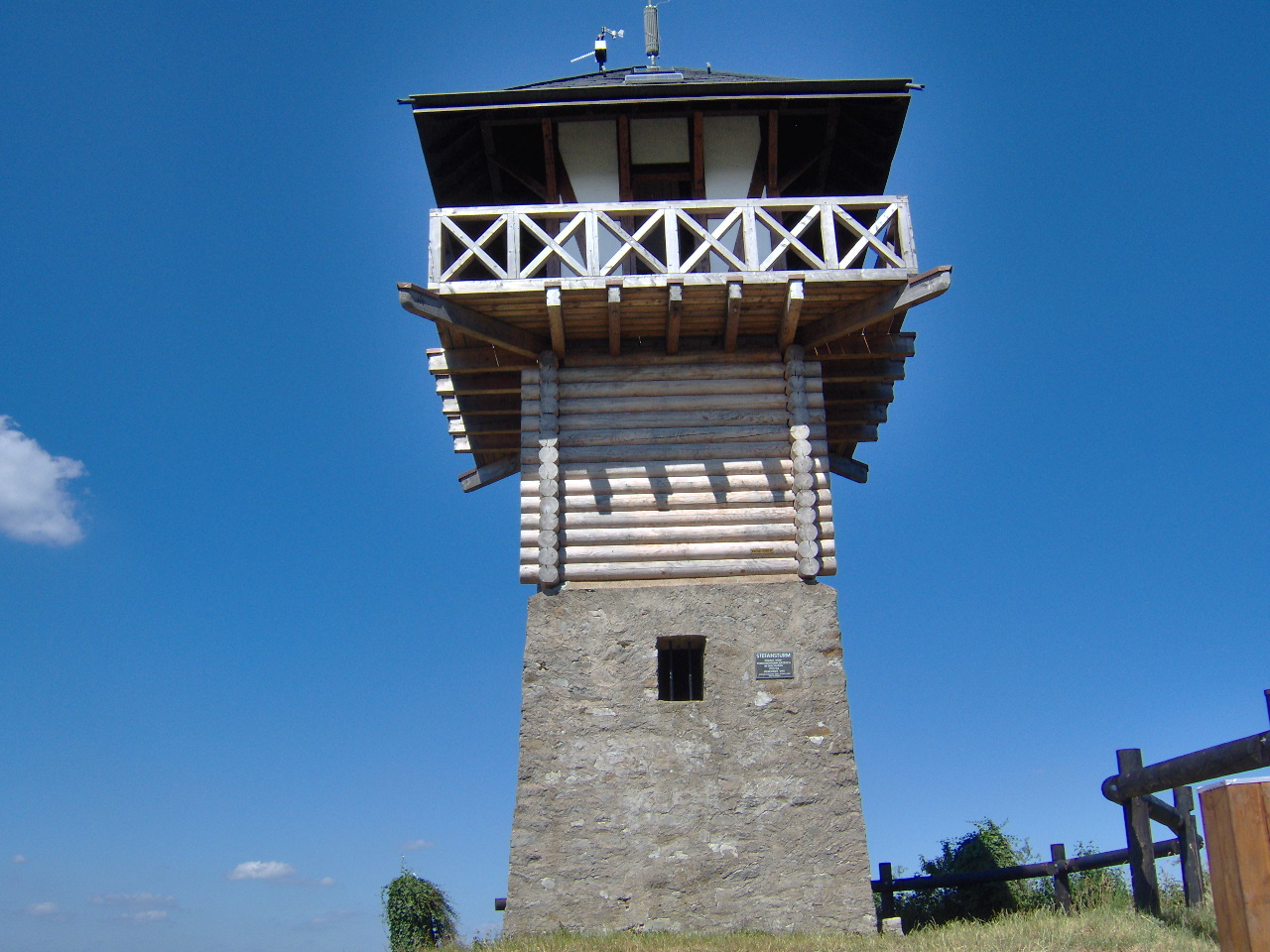
Der Stefansturm südöstlich von Arzbach im Westerwald, wurde 1953/54 als Aussichtsturm in Anlehnung an die antike Bauweise errichtet

In früherer Zeit wurden Wachtürme vermehrt eingesetzt, um einerseits Gebiete, aber auch Orte zu überwachen, vor allem im Hinblick auf eine etwaige Brandgefahr. Das rechtzeitige Erkennen und Melden derartiger Gefahren war zur Verhinderung von Feuersbrünsten besonders wichtig.
Außerdem waren viele Wachtürme Teile eines Kommunikationssystems. Dazu wurden die Türme in Sichtabstand errichtet. Damit konnten durch Feuer- oder Rauchzeichen schnell Botschaften über große Distanzen übermittelt werden. Solche Anlagen („Specula“) gab es zum Beispiel entlang dem Limes des Römischen Reichs oder in Form der Kreidfeuer im südöstlichen Österreich zur Zeit der Türkeneinfälle.
Im Spätmittelalter wurden einzelstehende Wachtürme den Mauerringen großer Städte in der Sichtdistanz von Signalzeichen vorgelagert. Solche Beobachtungsposten werden als Warttürme oder (Feld-)Warten bezeichnet.

## Beispiele
Standorte von Wachtürmen können gelegen sein:
- an Gefängnissen (meistens gemauerte Türme, bei neueren Gefängnissen Stahlbetontürme)
- an Militärarealen (meistens Stahlfachwerktürme)
- im Wasserrettungsdienst, an offenen Badegewässern und Freibädern
- in Waldgebieten zur Waldbrand-Prävention (Stahlfachwerk oder Stahlbetonkonstruktionen) Siehe auch: Feuerwachturm

Historisch:
- bei Festungen wie der Festung Königstein
- bei Konzentrationslagern (meistens Stahlfachwerkkonstruktionen)
- an der einstigen innerdeutschen Grenze (meistens Betonkonstruktionen), siehe B-Turm
- bei wichtigen industriellen Anlagen, insbesondere in ehemaligen sozialistischen Staaten (meistens Betontürme)

Überwachungstürme, die als Kontrolltürme bezeichnet werden, finden sich auch in Häfen und Flughäfen, siehe:
- Tower (Luftfahrt)
- Hafenkontrollturm

Historische Wachtürme
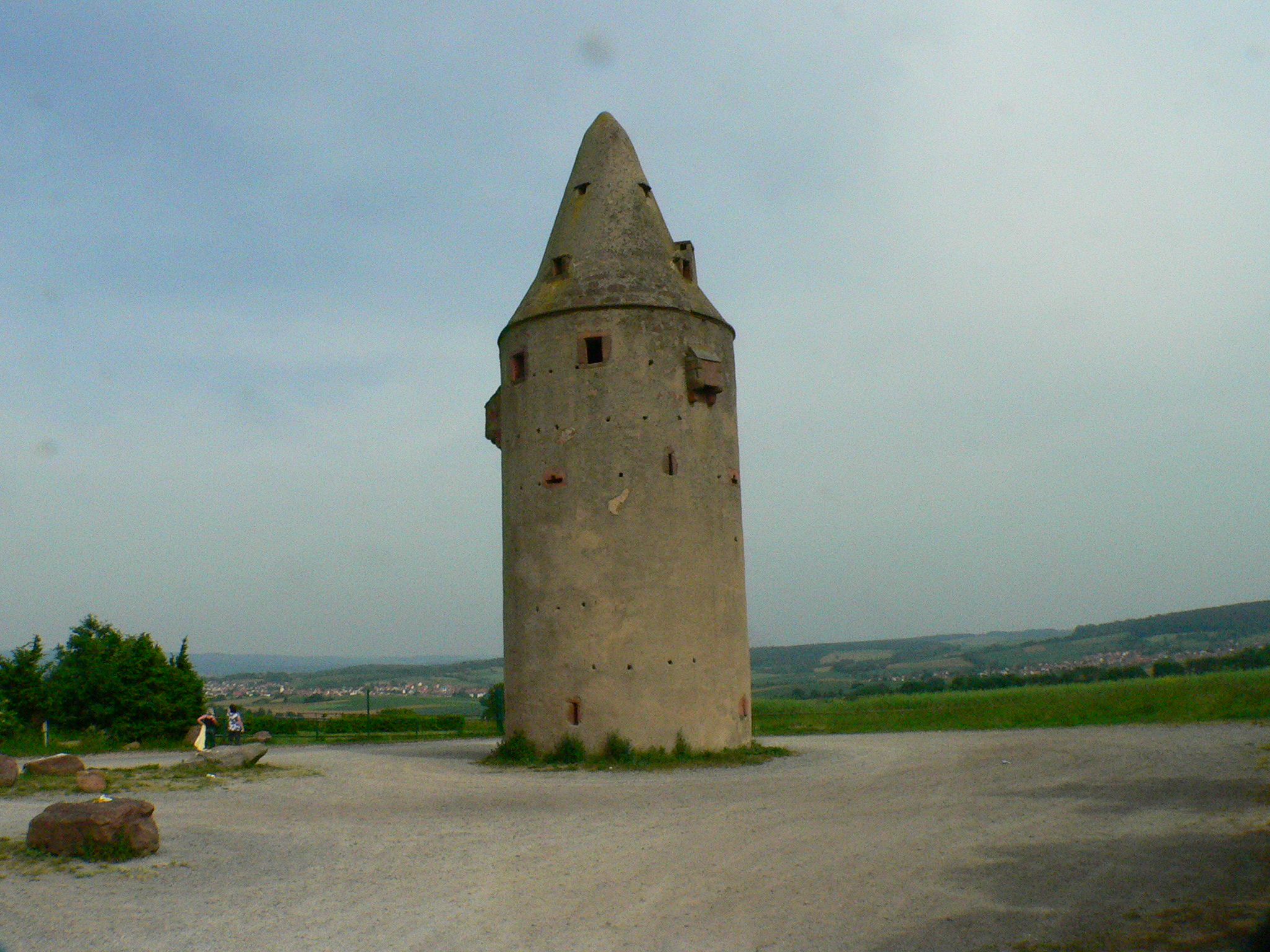
Mittelalterlicher Wartturm bei Schaafheim
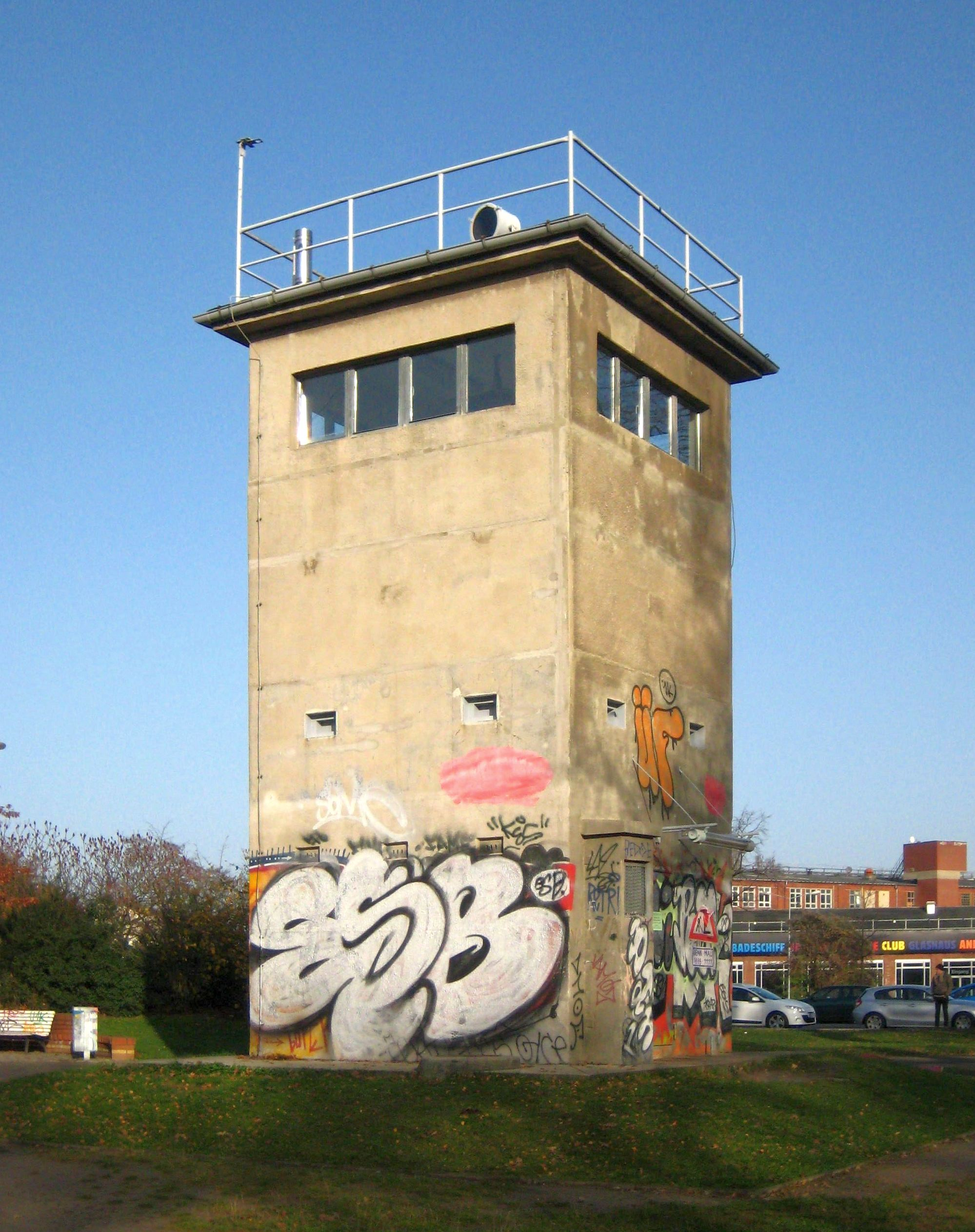
DDR-Führungsstelle Schlesischer Busch: Alter Grenzwachturm bei der Berliner Mauer
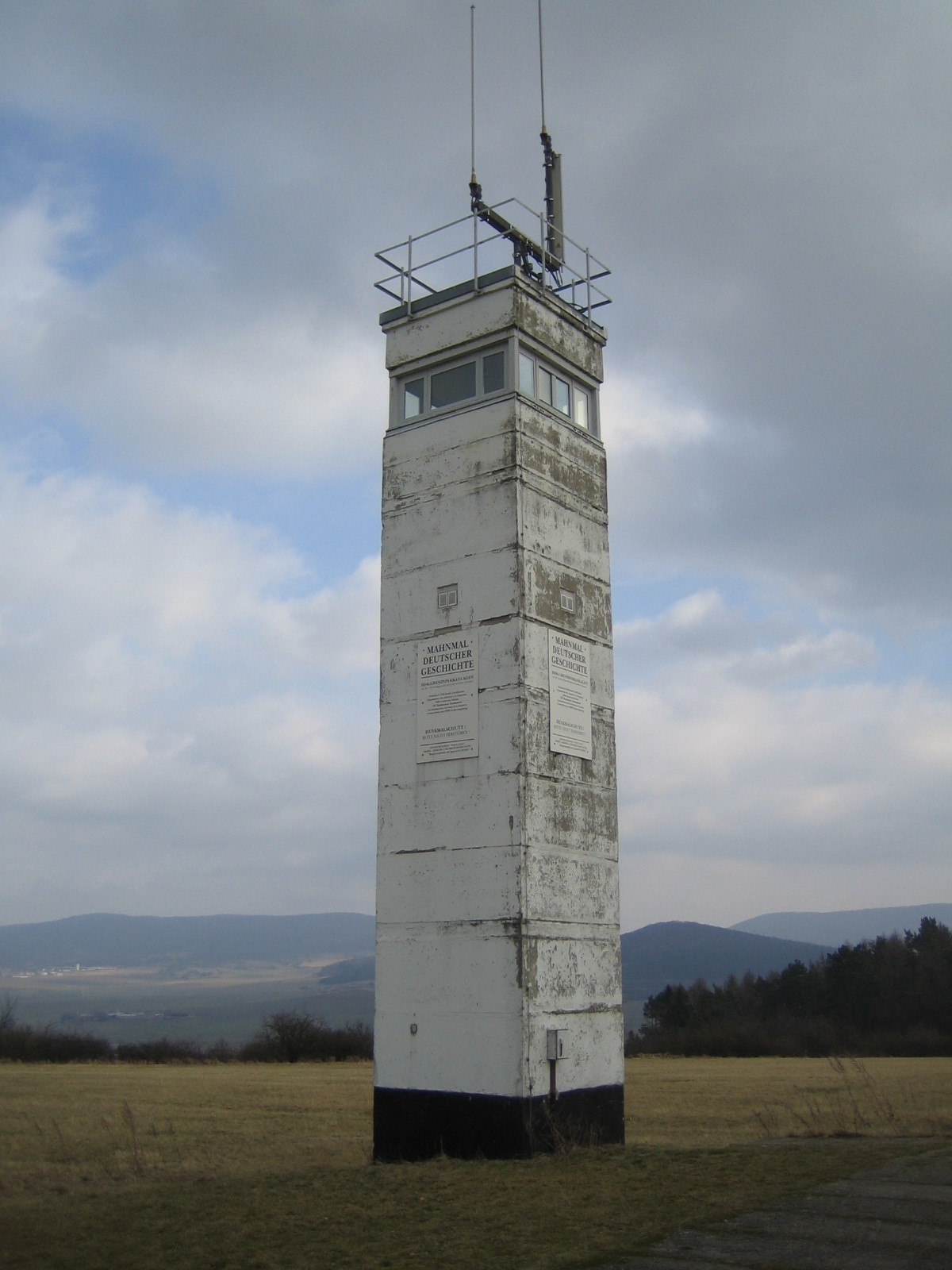
Beobachtungsturm an der DDR-Grenze bei Geisa (jetzt Museum Point Alpha)
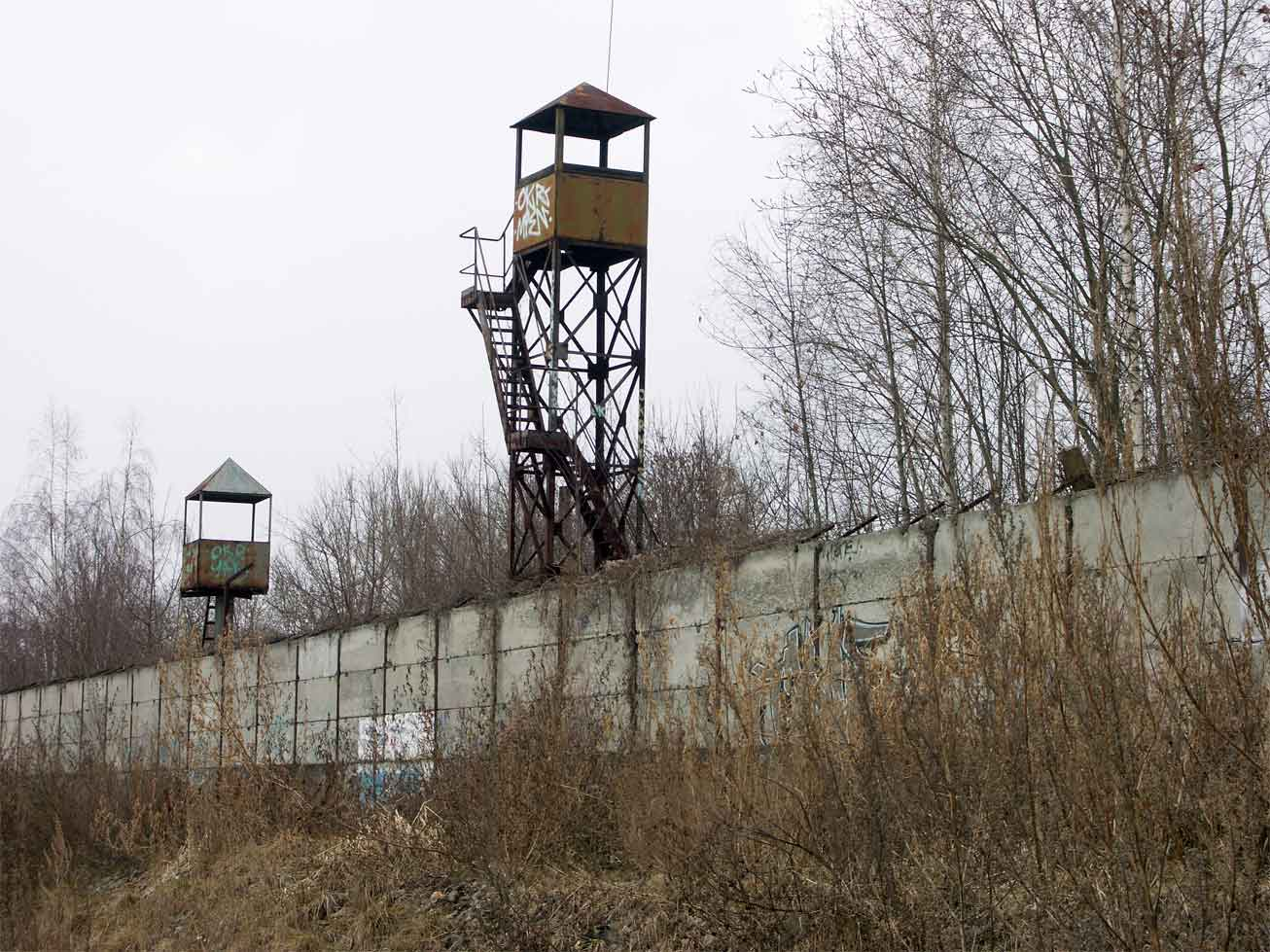
Verlassene Postentürme der GSSD-Kaserne Leipzig-Möckern
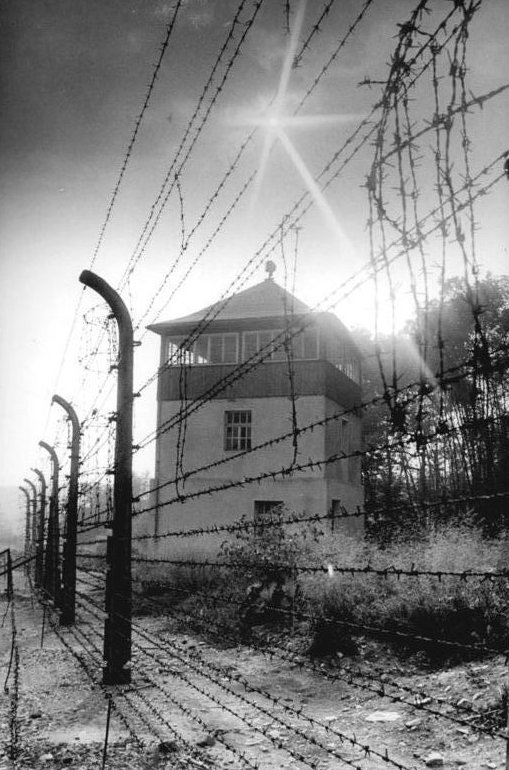
Wachturm in der Gedenkstätte Buchenwald, 1983
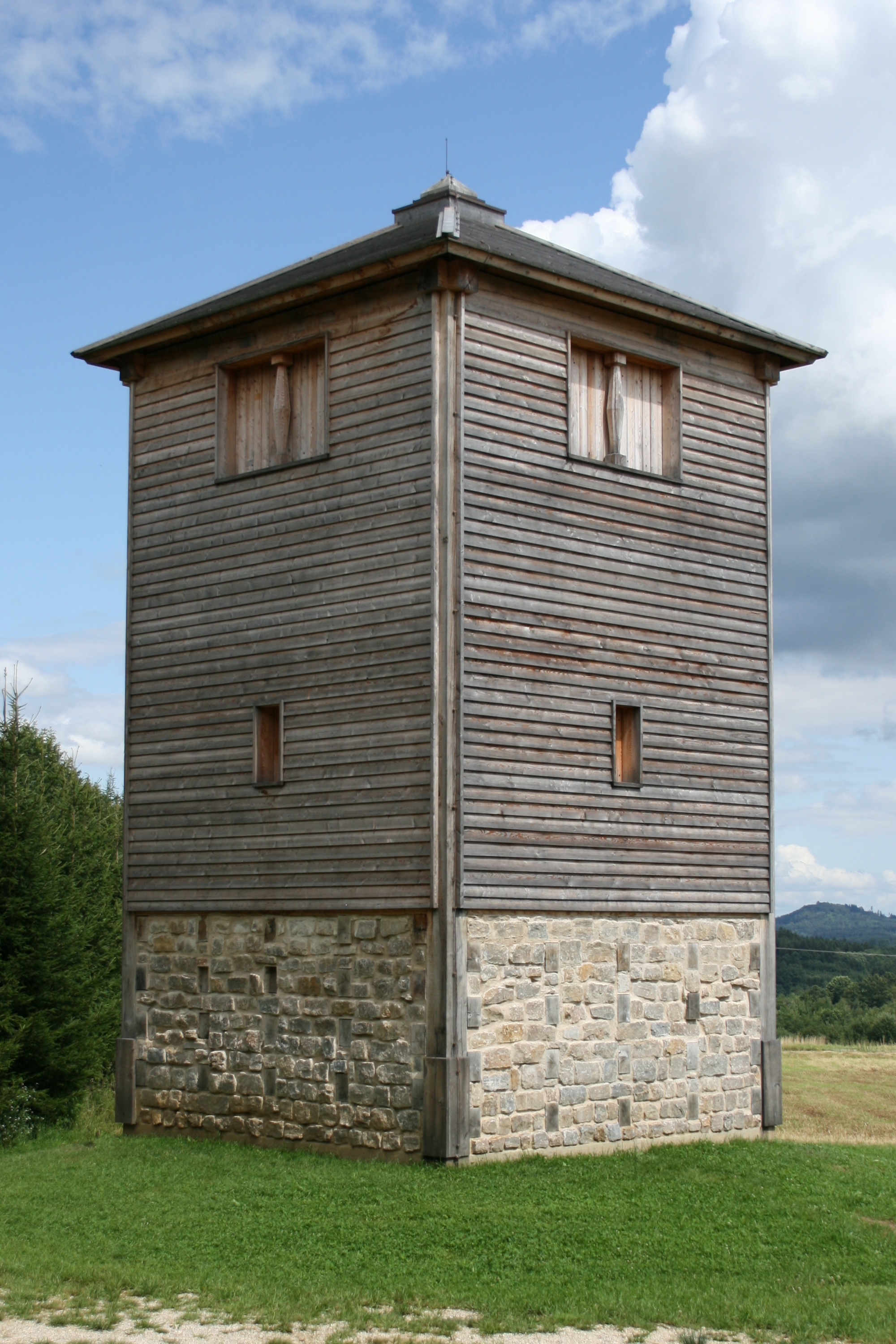
Rekonstruierter römischer Limeswachturm aus Holz in der Nähe von Kastell Buch.

## Belege
1. ↑  Hartwig Schmidt: Archäologische Denkmäler in Deutschland – Rekonstruiert und wieder aufgebaut, Konrad Theiss Verlag, Stuttgart 2000, ISBN 3-8062-1395-X, S. 100